# Айкут Рамадан
Айкут Рамадан е български футболист, играе на поста полузащитник. През 2021 г. играе за ПФК Спортист (Своге).

## Отличия
- Купа на България – 1 път носител (2016) с ЦСКА (София)
- Шампион на Югозападна В група с ЦСКА (София) през 2015/2016 г.